# Citadel Center
Le Citadel Center est un gratte-ciel de 177 mètres de hauteur construit à Chicago dans le quartier du Loop aux États-Unis de 2000 à 2003.
La surface de plancher de l'immeuble est de 128,019 m²
L'immeuble a été conçu par Ricardo Bofill et l'agence DeStefano + Partners, Ltd.
C'est le seul gratte-ciel avec le  77 West Wacker Drive (situé aussi à Chicago) conçu par Ricardo Bofill.
L'immeuble est composé de deux parties; une partie de faible hauteur située sur State Street et une tour de grande hauteur située à l'ouest sur Dearborn Street (voir le diagramme sur skyscraperpage).
Le sous-sol du bâtiment a été conçu pour abriter dans l'avenir une station de métro.
Avant la construction de l'immeuble le site a été vacant pendant 17 ans et abritait avant un grand magasin de la chaine Montgomery Ward.
L'immeuble est conçu comme une colonne classique avec une base large, une corniche au sommet et des murs courbés de chaque côté.
Dans le hall d'entrée se trouve une reproduction de la victoire de Samothrace.
L'immeuble a coûté 185 millions de $.